# Slag bij Waynesboro (Georgia)
De Slag bij Waynesboro vond plaats op 4 december 1864 in Burke County, Georgia tijdens de Amerikaanse Burgeroorlog. De Noordelijke brigadegeneraal Judson Kilpatrick versloeg met zijn cavalerie de vijandelijke cavalerie onder leiding van generaal-majoor Joseph Wheeler. De weg lag open voor de legers van generaal-majoor William Tecumseh Sherman naar Savannah, Georgia.
Terwijl Shermans infanterie hun opmars in zuidoostelijke richting door  Georgia verderzetten, reed de Noordelijke cavalerie van Judson Kilpatrick in noordoostelijke richting. In de late namiddag van 26 november 1864 bereikten elementen van Kilpatrick 3rd Cavalry Division de houten spoorwegbrug bij Waynesboro, Georgia. Ze slaagden erin om de brug deels te vernietigen tot ze werden weggejaagd door Zuidelijke cavalerie onder leiding van Joseph Wheeler. Nadat de Zuidelijken zich hadden terug getrokken, reed Kilpatrick de volgende dag Waynesboro binnen. Voor ze opnieuw werden verdreven door de Zuidelijken werd zowel militair als private eigendom vernietigd door de mannen van Kilpatrick. In de vroege ochtend van 28 november viel Wheeler het Noordelijke kampement aan ten zuiden van Waynesboro waarbij de Noordelijken zich dienden terug te trekken tot over de Buck Head Creek richting Louisville, Georgia.
Kilpatrick was het kat-en-muisspel met Wheeler grondig beu en stuurde daarom in de ochtend van 4 december 1864 een volledige divisie naar Waynesboro om af te rekenen met Wheeler. De Noordelijke cavalerie had versterking gekregen van twee infanteriebrigades van Bairds divisie van het XIV Corps. Ze vertrokken vanuit Thomas’s Station naar de bruggen over de Brier Creek ten noorden en ten oosten van Waynesboro om die in brand te steken.
Toen Kilpatrick Wheelers cavalerie in het zicht kreeg, die dwars over de weg opgesteld stonden, viel hij aan. Hij dreef de Zuidelijke scherpschutters voor zich uit. Daarna veroverden ze een sterke Zuidelijke borstwering. De andere borstweringen werden na zware gevechten een voor een ingenomen. Wheelers strijdmacht trok zich terug naar Waynesboro waar ze een nieuwe borstwering midden in de nederzetting opwierpen. Wheeler gaf het bevel tot een charge om zo extra tijd te winnen om de Brier Creek over te geraken en de weg naar Augusta, Georgia te blokkeren. (Toen werd door de Zuidelijken aangenomen dat Augusta het hoofddoel was van Shermans opmars.) Na opnieuw zware gevechten braken de Noordelijken door. Wheelers eenheden trokken zich haastig terug.
Kilpatrick en de ondersteunende infanterie zocht daarna opnieuw aansluiting met Shermans hoofdmacht die nu de weg vrij had om op te rukken naar Savannah, het werkelijke doel van de Noordelijke opmars.